# Lord Dunmores krig
Lord Dunmores krig var en konflikt mellan indianer och amerikaner som ägde rum 1774 i gränsbygderna kring Ohiofloden.

## Kriget
I augusti 1774 utbröt krig mellan milisen i Virginia och förbundna indianstammar bestående av shawnee, delaware, wyandot och mingo. Krigsutbrottet föregicks av en lång rad blodiga händelser i gränsbygderna kring södra Ohiodalen. Den yttersta orsaken var nybyggarnas ständigt ökande intrång på indianernas jaktmarker. 
Nybyggarna stöddes militärt av Virginias guvernör lord Dunmore. Den avgörande drabbningen ägde rum den 10 oktober vid Point Pleasant, West Virginia mellan Cornstalk och general Andrew Lewis. Trots att den slutade oavgjort skingrades indianerna. Shawneehövdingen Cornstalk och hans närmaste män undertecknade ett fördrag genom vilket stammarna avstod från allt land söder om Ohio. 
Cornstalk mördades 1777 vid Fort Randolph av amerikanerna.